# Emirados Árabes Unidos nos Jogos Olímpicos de Verão de 1988
Os Emirados Árabes Unidos participaram dos Jogos Olímpicos de Verão de 1988 em Seul, na Coreia do Sul. Não conquistaram nenhuma medalha, nem de ouro, nem de prata e nem de bronze. Foi a segunda participação do país em Jogos Olímpicos de Verão.